# Nous ne sommes pas des anges (film, 1992)
Pour les articles homonymes, voir Nous ne sommes pas des anges.
Série
Nous ne sommes pas des anges 2
(2005)
Pour plus de détails, voir Fiche technique et Distribution.
Nous ne sommes pas des anges est un film yougoslave réalisé par Srđan Dragojević, sorti en 1992.

## Synopsis
L'ange et le diable s'affronte pour l'âme du jeune Nikola.

## Fiche technique
- Titre français : Nous ne sommes pas des anges
- Réalisation et scénario : Srđan Dragojević
- Costumes : Hajdana Bulajic
- Photographie : Dušan Joksimović
- Montage : Branka Čeperac
- Musique : Aleksandar Eraković
- Pays d'origine : Yougoslavie
- Format : Couleurs - 35 mm - 1,78:1 - Mono
- Genre : comédie, romance
- Durée : 98 minutes
- Date de sortie :
  - Yougoslavie : 30 mai 1992

## Distribution
- Nikola Kojo : Nikola
- Milena Pavlović : Marina
- Branka Katić : Buba
- Srdjan Todorovic : le diable
- Uroš Đurić : l'ange
- Sonja Savić : Marta
- Zoran Cvijanović : Djura
- Miki Manojlović : Milan
- Bogdan Diklić (sr) : Pavle
- Stanislava Pešić : Olga